# Neoreul gi-eokhae
Neoreul gi-eokhae (hangeul: 너를 기억해, lett. Mi ricordo di te; titolo internazionale Hello Monster, conosciuta anche come I Remember You) è una serie televisiva sudcoreana trasmessa su KBS2 dal 22 giugno all'11 agosto 2015.

## Trama
Il geniale profiler Lee Hyun torna a casa in Corea quando il particolare di un caso che sta seguendo innesca nella sua memoria un ricordo che credeva di aver perso per sempre. A sua insaputa, una detective della sua squadra, Cha Ji-an, sta indagando su di lui da qualche tempo: sa che suo padre è stato assassinato e che suo fratello è scomparso in circostanze misteriose che coinvolgono il criminale Lee Joon-young, ora in carcere. Hyun e Ji-an cercano di scoprire più informazioni possibili l'uno sull'altra, ignari di essere stati coinvolti in un gioco pericoloso, e che la verità e il male sono più vicini e contorti di quanto pensino.

## Personaggi
- Lee Hyun/David Lee, interpretato da Seo In-guk e Hong Hyun-taek (da giovane)
- Cha Ji-an, interpretata da Jang Na-ra e Park Ji-so (da giovane)
- Lee Joon-ho/Lee Joon-young, interpretato da Choi Won-young e Do Kyung-soo (da giovane)
- Jung Sun-ho/Lee Min, interpretato da Park Bo-gum e Hong Eun-taek (da giovane)
- Kang Eun-hyuk, interpretato da Lee Chun-hee
- Son Myung-woo, interpretato da Min Sung-wook
- Min Seung-joo, interpretato da Kim Jae-young
- Choi Eun-bok, interpretato da Son Seung-won
- Hyun Ji-soo, interpretata da Im Ji-eun
- Kang Seok-joo, interpretato da Nam Kyung-eup

## Episodi
| Episodio | Data di trasmissione | Titolo | Dati TNMS           | Dati TNMS                  | Dati AGB            | Dati AGB                   |
| Episodio | Data di trasmissione | Titolo | A livello nazionale | Area metropolitana di Seul | A livello nazionale | Area metropolitana di Seul |
| -------- | -------------------- | --- | ------------------- | -------------------------- | ------------------- | -------------------------- |
| 1        | 22 giugno 2015       | Modeun a-i-ui i-yagineun, geudeur-ui bumorobuteo sijakdoenda (모든 아이의 이야기는, 그들의 부모로부터 시작된다?, La storia di ogni bambino comincia con i suoi genitoriLR) | 5,6%                | 5,6%                       | 4,7%                | 4,7%                       |
| 2        | 23 giugno 2015       | Hello, Monster (헬로, 몬스터?) | 5,6%                | -                          | 4,7%                | 4,5%                       |
| 3        | 29 giugno 2015       | Sar-inhaji malji-eoda, geureona... (살인하지 말지어다, 그러나...?, Non dovresti uccidere, ma...LR)                                                                         | 5,2℅                | 5,8%                       | 4,7%                | 4,8%                       |
| 4        | 30 giugno 2015       | Yong-uija Lee Hyun (용의자 이현?, Il sospetto, Lee HyunLR) | 4,9%                | -                          | 4,0%                | 4,1%                       |
| 5        | 6 luglio 2015        | Eonjena sseullyeo naeryeogal ppun-i-eoss-eo-yo, jeo gwageoro (언제나 쓸려 내려갈 뿐이었어요, 저 과거로?, Incessantemente riportato al passatoLR)                           | 4,6%                | -                          | 4,6%                | 4,8%                       |
| 6        | 7 luglio 2015        | Sar-inja-ui pi (살인자의 피?, Il sangue di un assassinoLR) | 5,4%                | -                          | 4,8%                | 4,9%                       |
| 7        | 13 luglio 2015       | Partner-ga doellae? (파트너가 될래??, Diventiamo partner?LR) | 5,0%                | -                          | 4,7&                | 4,5%                       |
| 8        | 14 luglio 2015       | Nareul gi-eokhae (나를 기억해?, Ricordati di meLR) | 4,2%                | 4,7%                       | 4,6%                | 5,0%                       |
| 9        | 20 luglio 2015       | Stalkers (스토커s?) | 4,5%                | 4,6℅                       | 4,9%                | 5,1%                       |
| 10       | 21 luglio 2015       | Neorul chaj-ajwo (나를 찾아줘?, TrovamiLR) | 4,6%                | -                          | 5,0%                | 5,0%                       |
| 11       | 27 luglio 2015       | Goemur-ui tansaeng (괴물의 탄생?, La nascita di un mostroLR) | 4,7%                | 5,1%                       | 4,8%                | 4,9%                       |
| 12       | 28 luglio 2015       | Nugungareul jug-yeo-ya handamyeon (누군가를 죽여야 한다면?, Se io dovessi uccidere qualcunoLR)                                                                             | 4,6%                | 5,5%                       | 5,0%                | 5,2%                       |
| 13       | 3 agosto 2015        | Neoneun eotteon seontaeg-eul halkka (너는 어떤 선택을 할까?, Quale scelta faresti?LR)                                                                                      | 4,1%                | 4,1%                       | 4,5%                | 4,7%                       |
| 14       | 4 agosto 2015        | Lee Joon-young-ui bang (이준영의 방?, La stanza di Lee Joon-youngLR) | 4,7%                | 4,9%                       | 5,3%                | 5,4%                       |
| 15       | 10 agosto 2015       | Happy Ending-i ganeunghalkka? (해피엔딩이 가능할까??, È possibile un lieto fine?LR)                                                                                        | 4,6%                | -                          | 4,5%                | 4,9%                       |
| 16       | 11 agosto 2015       | Neoreul gi-eokhae (너를 기억해?, Mi ricordo di teLR) | 4,3%                | -                          | 5,1%                | -                          |
| Media    | Media                | Media | 4,8%                | %                          | 4,7%                | %                          |

## Colonna sonora
1. I Remember You (너를 기억해)
2. Remember – Dear Cloud
3. Who Are You? (너, 누구니) – Lim Kim
4. It Shows (티가나요) – Hong Dae-kwang
5. I See You (니가 보여) – Shin Yong-jae dei 4MEN
6. Embrace Me (안아줘요) – Ben
7. Invitation to the Past (과거로의 초대)
8. Black Waltz
9. Invitation to the Crime
10. Memory
11. Say Murder (살인을 말하다)
12. Days Gone By
13. Hello Monster
14. Becoming More Suspicious (커지는 의심)
15. Loneliness
16. Shy Love
17. Murderer
18. To My Jian
19. You're Watching (널 보고 있다)
20. Clue
21. Stocker
22. Shadow of the Devil
23. Holding On to the Memories (기억을 가지다)
24. Hunch
25. Painful

## Riconoscimenti
| Anno | Premio             | Categoria                     | Ricevente     | Risultato       |
| ---- | ------------------ | ----------------------------- | ------------- | --------------- |
| 2015 | Korea Drama Awards | Top Excellence Award, Actress | Jang Nara     | Candidato/a     |
| 2015 | Korea Drama Awards | Excellence Award, Actor       | Seo In-guk    | Candidato/a     |
| 2015 | Korea Drama Awards | Best Screenplay               | Kwon Ki-young | Candidato/a     |
| 2015 | APAN Star Awards   | Best New Actor                | Park Bo-gum   | Candidato/a     |
| 2015 | KBS Drama Awards   | Best Supporting Actor         | Park Bo-gum   | Vincitore/trice |
| 2015 | KBS Drama Awards   | Popularity Award, Actor       | Park Bo-gum   | Vincitore/trice |